# Annick Geeraert
Annick Geeraert née le 13 février 1970 à Eeklo, est une cycliste belge, championne de Belgique du 500 mètres de 1994 à 1998, et championne de Belgique de la vitesse (1994, 1996 et 1997).

## Palmarès sur piste

### Championnats nationaux
- 1993
  - 2e du 500 mètres
  - 2e de l'omnium
- 1994
  -  Championne du 500 mètres
  -  Championne de la vitesse
  - 3e de l'omnium
  - 3e de la poursuite
- 1995
  -  Championne du 500 mètres
  - 2e de la vitesse
- 1996
  -  Championne de la vitesse
  -  Championne du 500 mètres
- 1997
  -  Championne de la vitesse
  -  Championne du 500 mètres
- 1998
  -  Championne du 500 mètres
  - 3e de la vitesse
- 1999
  - 3e de la course aux points